# Pintura en aerosol

Un sistema típic de vàlvules de pintura té una vàlvula "femella"; la tija forma part de l'actuador superior. La vàlvula es pot muntar prèviament amb la tassa de la vàlvula i es pot instal·lar a la llauna com a peça prèvia a l'ompliment de pressió. L'actuador s'afegeix després.

La pintura en aerosol, o també, la pintura en esprai, és una pintura que s'aplica mitjançant una bomba o esprai de pintura, dins del què es troba. És un tipus de pintura que s'entra en un recipient pressuritzat tancat i que s'allibera en un aerosol en polsar al prémer un botó de vàlvula.
La pintura en aerosol deixa una superfície llisa i recoberta uniformement, a diferència de moltes pintures tradicionals aplicades amb rotlles o brotxa. Les llaunes de mida estàndard són lleugeres, portàtils, barates i fàcils d'emmagatzemar. Es pot aplicar un primer aerosol directament sobre metall nu i molts plàstics.

## Història
El 1949, Edward H. Seymour, de Sycamore, IL va afegir pintura a la tecnologia existent bomba d'esprai,segons el suggeriment de la seva dona Bonnie. Inicialment va ser dissenyat per demostrar una pintura d'alumini que va desenvolupar. La seva patent es va atorgar el 1951.
La majoria de pintures en aerosol també tenen una bola de metall, marbre, vidre o plàstic dins de la llauna, que s'utilitza per barrejar la pintura quan la llauna s'agita.
Andy Warhol va executar alguns treballs amb un polvoritzador d'esprai de pintura associat a una tècnica d'estergit.

## Plantilles

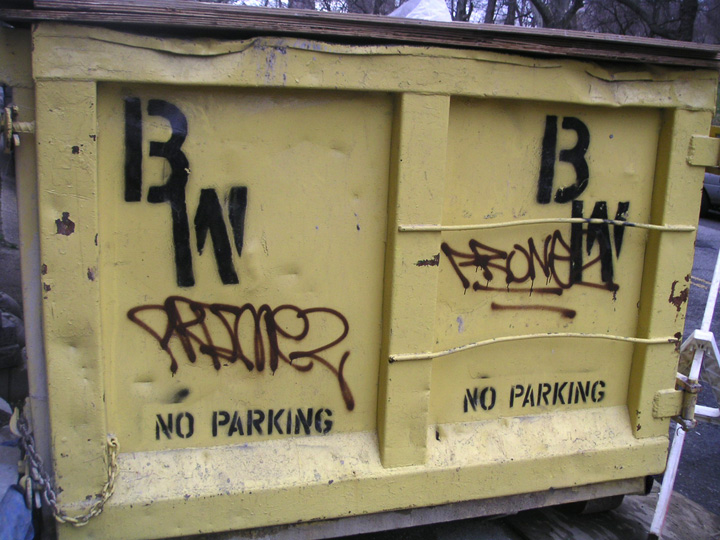
Etiquetes de graffiti amb les marques del propietari pintades amb esprai amb una plantilla. NY 2007

Quan s'utilitza pintura d'aerosol, s'ha de tenir cura de cobrir o emmascarar les zones on no es vol fer pintura. Es pot utilitzar una plantilla per protegir una superfície, excepte la forma específica que es vol pintar. Els patrons es poden comprar en lletres mòbils, ordenar-los com a logo tallats professionalment o artistes tallats a mà.
Els patrons es poden utilitzar diverses vegades per al reconeixement i la coherència. Les plantilles oficials es poden utilitzar per etiquetar de forma ràpida i clara objectes, vehicles o ubicacions. Els grafiters poden utilitzar guions per marcar ràpidament en llocs ocupats o deixar etiquetes recognoscibles en una àrea gran. Els artistes d'aquesta tècnica, sovint utilitzen múltiples colors o creen plantilles elaborades que són obres d'art en si mateixes.

## Graffiti

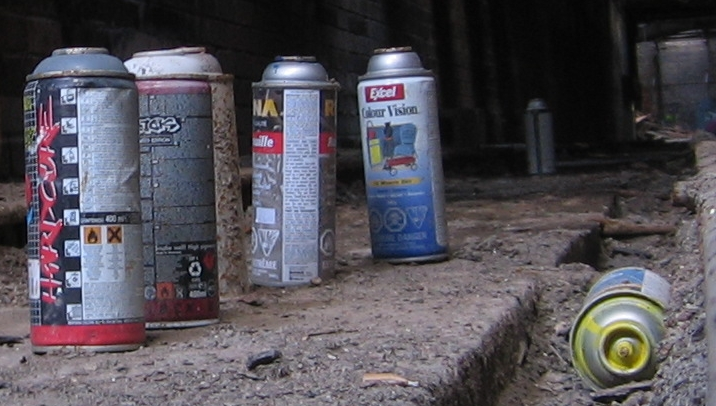
llaunes de pintura en aerosols en un lloc de pintades de Graffiti

Es considera que els grafits no autoritzats són vandalisme a la majoria de jurisdiccions, principalment perquè l'obra o la visualització es fa sense permís del propietari. El terme "art aerosol" s'utilitza habitualment per a denominar una forma d'art amb "permís" del propietari de l'immoble. El Regne Unit i moltes ciutats dels Estats Units prohibeixen la venda de pintura en aerosol als menors d'edat com a part dels programes de reducció de graffitis. Mentre que les grans empreses de pintura aerosol industrials i de consum com Krylon i Rust-Oleum participen activament en programes anti-graffiti, les empreses de marques d'art solen donar suport als artistes i a la cultura graffiti, tot i que la majoria no avalen les pintades il·legals.

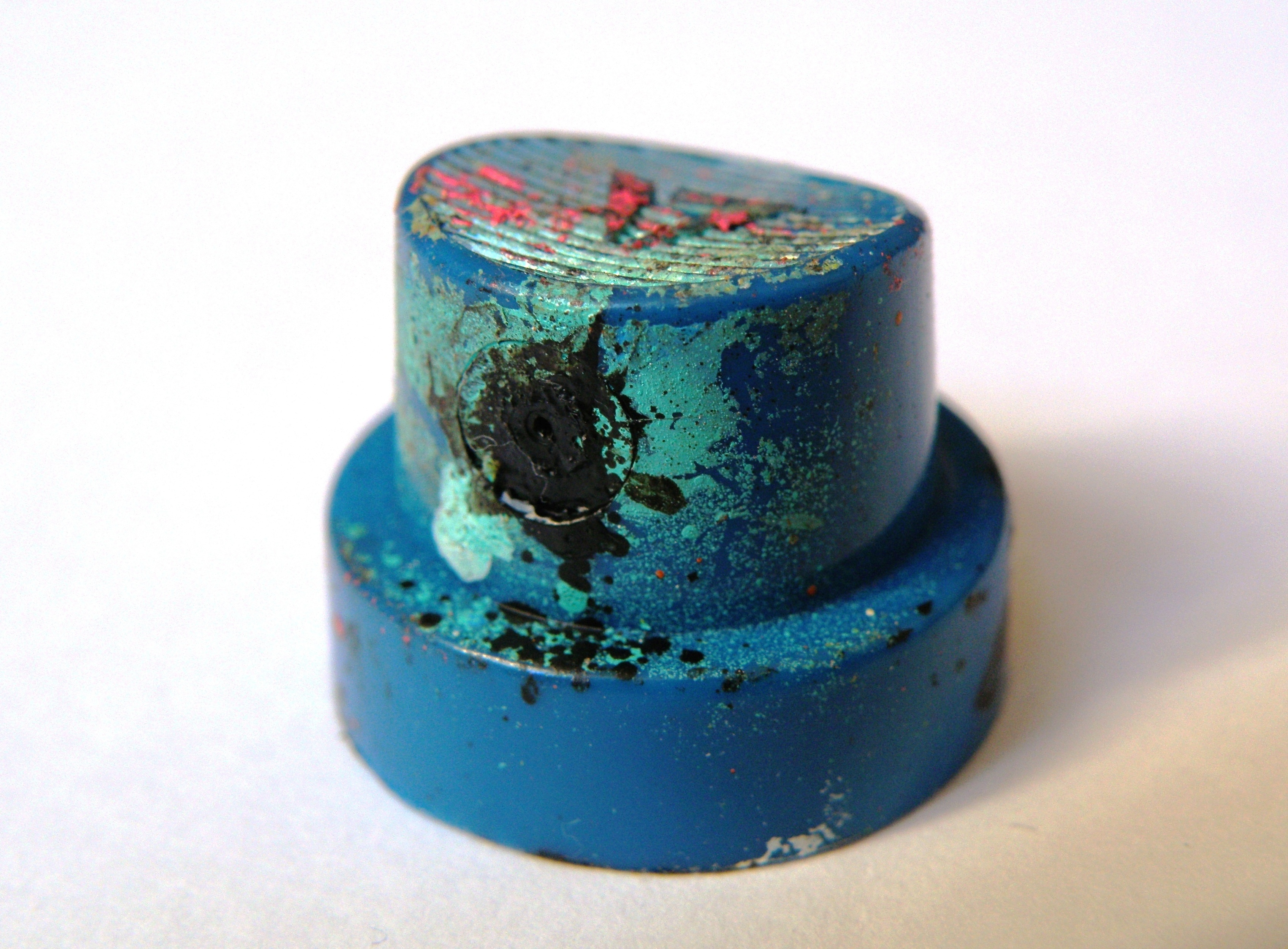
Capçal d'un sprai després de diversos usos.